# V.J. Edgecombe
 Valdez Edgecombe Jr., detto V.J. (Bimini, 30 luglio 2005), è un cestista bahamense con cittadinanza statunitense di ruolo guardia tiratrice e ala piccola, professionista nella NBA con i Philadelphia 76ers.

## Carriera

### College
Edgecombe al college ha giocato nella pallacanestro universitaria alla Baylor University, preferendola a offerte da Duke e Kentucky. Nell'unica stagione con i Bears è stato inserito nella seconda formazione ideale della Big 12 Conference e nella formazione ideale dei debuttanti della stessa, oltre che come miglior matricola in assoluto.

### Carriera professionistica
Edgecombe è stato selezionato come terzo assoluto dai Philadelphia 76ers nel Draft NBA 2025.

## Statistiche

### College
| Anno      | Squadra      | PG | PT | MP   | TC%  | 3P%  | TL%  | RP  | AP  | PRP | SP  | PP   |
| --------- | ------------ | -- | -- | ---- | ---- | ---- | ---- | --- | --- | --- | --- | ---- |
| 2024-2025 | Baylor Bears | 33 | 33 | 32,7 | 43,6 | 34,0 | 78,2 | 5,6 | 3,2 | 2,1 | 0,6 | 15,0 |
| Carriera  | Carriera     | 33 | 33 | 32,7 | 43,6 | 34,0 | 78,2 | 5,6 | 3,2 | 2,1 | 0,6 | 15,0 |

## Palmarès

### Scuole superiori
- McDonald's All-American Game: 2024
- Jordan Brand Classic (2024)
- Nike Hoop Summit (2024)

### NCAA
- Second-team All-Big 12 (2025)
- Big 12 All-Freshman Team (2025)
- Big 12 Freshman of the Year (2025)